# Майкъл Гамбън
Сър Майкъл Джон Гамбън, CBE (на английски: Michael John Gambon) е английски театрален, телевизионен и филмов актьор от ирландски произход, носител на награда „Сателит“, три награди „Лорънс Оливие“ и четири награди на БАФТА, номиниран е за „Тони“, „Сатурн“, „Златен глобус“ и две награди „Еми“. Известни филми с негово участие са „Готвачът, крадецът, неговата жена и нейният любовник“, „Вътрешен човек“, „Слийпи Холоу“, „Госфорд парк“, „Али Джи в Парламента“, „Свободна територия“, филмовата поредица за „Хари Потър“, „Поличбата 666“, „Книгата на Илай“, сериалите „Пеещият детектив“, „Съпруги и дъщери“ и други.
Майкъл Гамбън е командор на Британската империя от 1990 г. и рицар-бакалавър от 1998 г. заради приноса му към драматургията.

## Биография
Майкъл Гамбън е роден на 19 октомври 1940 г. в Дъблин, Ирландия. Баща му Едуард Гамбън е инженер, а майка му Мери е шивачка. Когато е на пет години семейството му се мести в Лондон, където баща му взима участие във възстановяването на града след опустошенията от Втората световна война. В този период Майкъл получава британско гражданство, което му позволява по-късно да получи реално рицарско звание, а не почетно.
Майкъл е отгледан в католическата вяра и учи в йезуитското училище „Св. Алоизий“ в квартал Съмърс Таун, Лондон, където служи при олтара по време на католическите меси. По-късно се премества в колеж „Св. Алоизий“ в квартал Хайгейт в Лондон, възпитаници на който са и британския актьор Питър Селърс и футболиста Джо Коул. Напуска колежа на петнадесетгодишна възраст без да е получил квалификация. За да се изхранва постъпва на работа като чирак в инженерната компания „Викърс-Армстронг“. На 21 години вече е квалифициран инженер. По време на чиракуването си, учи актьорско майсторство в Кралска академия за драматично изкуство. Дипломира се с бакалавърска степен.
През 1962 г. се жени за Ан Милър. Семейството живее в Грейвсенд, Кент. Те имат един син на име Фъргюс. По време на снимките на филма „Госфорд парк“, Гамбън представя актрисата Филипа Харт като своя партньорка. След като се разкрива, че Харт е бременна от британския актьор, Гамбън се премества да живее при нея. Харт и Гамбън имат две деца. Официално той не разведен със съпругата си Ан Милър, но са разделени.

### Кариера
Професионалният му театрален дебют е през 1962 г. в „Отело“. В театъра е забелязан от сър Лорънс Оливие, който го взима в новосформираната трупа на Националния театър. Гамбън остава с трупата четири години, преди да се присъедини към Бирмингамската репертоарна трупа.
За официален дебют в киното се счита ролята му във филмът „Отело“ (1965). Гамбън се появява предимно в епизодични роли във филми и сериали до края на 80-те години, когато започва да печели признание за работата си, с участието си във филми като „Готвачът, крадецът, неговата жена и нейният любовник“. Гамбън продължава филмовата си кариера в редица разнообразни продукции като „Незначителен мъж“, „Играчки“, „Вътрешен човек“ и „Слийпи Холоу“.
Известен е сред по-младата аудитория с ролята на проф. Албус Дъмбълдор от третия филм до края в поредицата филми за „Хари Потър“.

### Личен живот
Майкъл Гамбън се жени за математичката Ан Милър през 1962 г., когато е на 22 години. Известен с това, че брани свято личното си пространство, веднъж на въпроса на интервюиращ го журналист относно жена му, отговорил: „Каква жена?“. Двойката живее в Грейвсенд, Кент. Имат един син, който по-късно става експерт по керамика в сериала на BBC „Antiques Roadshow“. 
Гамбън довежда Филипа Харт, 25 години по-млада от него, на снимачната площадка на филма от 2001 г. „Госфорд парк“ и я представя на своите колеги като своя приятелка. Когато аферата им става публично достояние през 2002 г., той се изнася от дома, който споделя със съпругата си. Връзката му с Харт датира от 2000 г., когато работят заедно по сериала „Longitude“ на Channel 4.  През февруари 2007 г. е разкрито, че Харт е бременна от Гамбън и скоро ражда син.  През 2009 г. се ражда второто дете на Гамбън и Харт.
При церемонията по обявяването на новите почетни длъжности и звания на британската корона на 30 декември 1997 г. Гамбън е обявен за рицар за заслугите му към драмата. На 17 юли 1998 г. той е посветен в рицарско звание от принц Чарлз в Бъкингамския дворец.

## Избрана филмография
| Година | Филм                                                 | Оригинално заглавие                         | Роля                          | Режисьор        |
| ------ | ---------------------------------------------------- | ------------------------------------------- | ----------------------------- | --------------- |
| 1989   | Готвачът, крадецът, неговата жена и нейният любовник | The Cook, the Thief, His Wife & Her Lover   | Алберт Спика, „Крадецът“      | Питър Грийнауей |
| 1992   | Играчки                                              | Toys                                        | генерал-лейтенант Лиланд Зево | Бари Левинсън   |
| 1999   | Слийпи Холоу                                         | Sleepy Hollow                               | Балтус Ван Тасело             | Тим Бъртън      |
| 1999   | Вътрешен човек                                       | The Insider                                 | Томас Сандефур                | Майкъл Ман      |
| 2001   | Госфорд парк                                         | Gosford Park                                | Уилям Маккордъл               | Робърт Олтмън   |
| 2004   | Морски живот със Стив Зису                           | The Life Aquatic with Steve Zissou          | Осеари Дракулаис              | Уес Андерсън    |
| 2004   | Хари Потър и Затворникът от Азкабан                  | Harry Potter and the Prisoner of Azkaban    | Албус Дъмбълдор               | Алфонсо Куарон  |
| 2005   | Хари Потър и Огненият бокал                          | Harry Potter and the Goblet of Fire         | Албус Дъмбълдор               | Майк Нюел       |
| 2006   | Поличбата 666                                        | The Omen: 666                               | свещеник Спилето              | Джон Мур        |
| 2007   | Хари Потър и Орденът на феникса                      | Harry Potter and the Order of the Phoenix   | Албус Дъмбълдор               | Дейвид Йейтс    |
| 2008   | Хари Потър и Нечистокръвния принц                    | Harry Potter and the Half-Blood Prince      | Албус Дъмбълдор               | Дейвид Йейтс    |
| 2009   | Фантастичният господин Фокс                          | Fantastic Mr. Fox                           | Франклин Бийн                 | Уес Андерсън    |
| 2010   | Речта на краля                                       | The King's Speech                           | Крал Джордж V                 | Том Хупър       |
| 2010   | Хари Потър и Даровете на Смъртта: Първа част         | Harry Potter and the Deathly Hallows-Part 1 | Албус Дъмбълдор               | Дейвид Йейтс    |
| 2011   | Хари Потър и Даровете на Смъртта: Втора част         | Harry Potter and the Deathly Hallows-Part 2 | Албус Дъмбълдор               | Дейвид Йейтс    |
| 2016   | Старата гвардия                                      | Dad's Army                                  | Редник Годфри                 | Оливър Паркър   |
| 2017   | Довереникът на кралицата                             | Victoria and Abdul                          | Лорд Солсбъри                 | Стивън Фриърс   |
| 2017   | Kingsman: Златният кръг                              | Kingsman: The Golden Circle                 | Артър                         | Матю Вон        |
| 2018   | Джони Инглиш избухва отново                          | Johnny English Strikes Again                | агент „Пет“                   | Дейвид Кър      |